# Vulcano buono

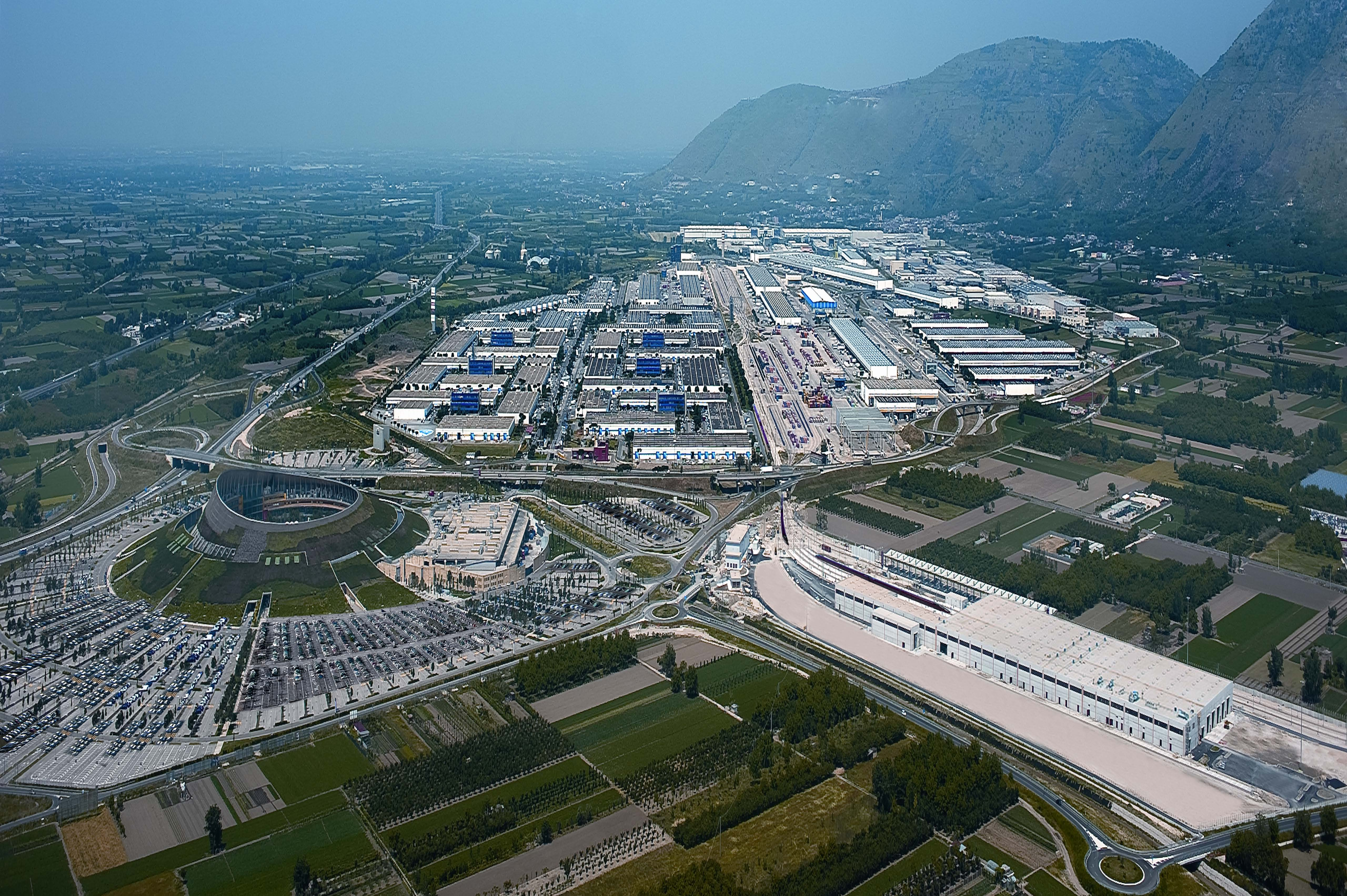
Links vooraan de Goede Vulkaan in Napels, Italië

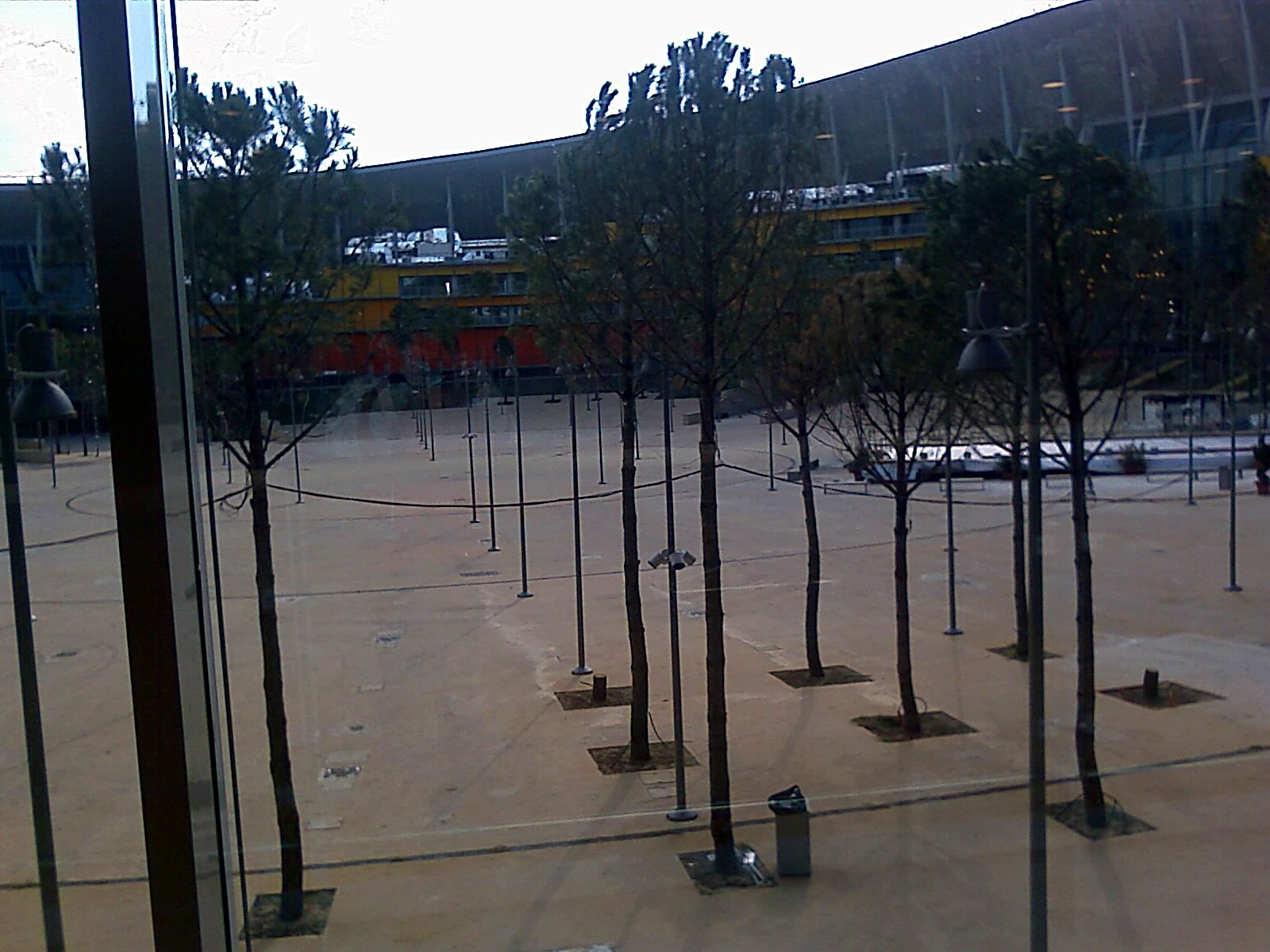
Kraterplaats

De Vulcano buono is een handelscentrum in Nola, in de Italiaanse metropolitane stad Napels. De naam Vulcano Buono betekent Goede Vulkaan en is een verwijzing naar de nabij gelegen vulkaan Vesuvius.
De architect van het handelscentrum was Renzo Piano. Piano kreeg de opdracht een winkelcentrum in de vorm van de Vesuvius te bouwen; het moest een van de grootste winkelcentra van de regio Campania worden. Daarom is de Vulcano buono een kopie van de Vesuvius op een schaal van 1:50. Een eerder idee om het bouwwerk Vulcanello of Vulkaantje te noemen, ging niet door. 
De bouwwerken duurden van 2002 tot 2007. 
Bij de inauguratie in 2007 loofde Giorgio Napolitano, president van Italië, de combinatie van moderne bouwelementen met de eeuwenoude geschiedenis van Napels.
De diameter van het gebouw bedraagt 170 meter; het is 41 meter hoog op het hoogste punt en 25 meter hoog op het laagste punt.
In het midden is er de kratermond die genoemd wordt de Piazza Cratere of Kraterplaats. Het pand met drie verdiepingen handelszaken staat eromheen. De ingangen van het gebouwencomplex dragen de naam van steden in Campania. Er zijn parkeerplaatsen voor 8.000 voertuigen.